# Ordnungspolizei
Ordnungspolizei (tysk: Ordenspolitiet, forkortet Orpo) var den regulære politistyrke i Nazi-Tyskland i årene 1936 til 1945.
Styrken blev oprettet af indenrigsministeriet i sommeren 1936, som en erstatning for alle tidligere politistyrker. Den blev underlagt Schutzstaffel (SS), hvilket førte til at SS havde kontrol over alle politistyrker på lokalt, delstats- og nationalt niveau. Ved siden af Ordnungspolizei fandtes også Sicherheitspolizei (Sipo, Sikkerhedspolitiet) og Kriminalpolizei (Kripo, Kriminalpolitiet). 
Ordnungspolizei havde ansvaret for almindeligt politiarbejde, mens Sipo tog sig af politiske sager. Kripo bestod af professionelle efterforskere, som efterforskede særligt alvorlige forbrydelser, hvad enten de var af almindelig eller politisk karakter. 
Lederen for Ordnungspolizei var SS-Oberstgruppenführer Kurt Daluege, som var direkte underlagt Reichsführer-SS Heinrich Himmler. Himmler fik titlen Chef der Deutschen Polizei (chef for det tyske politi). 